# Isabel Cristina de Brunsvique-Volfembutel
Isabel Cristina de Brunsvique-Volfembutel (em alemão: Elisabeth Christine von Braunschweig-Wolfenbüttel); Brunsvique, 28 de agosto de 1691 – Viena, 21 de dezembro de 1750) foi Princesa de Brunsvique-Volfembutel e como a esposa do Imperador Carlos VI, Imperatriz Consorte do Sacro Império Romano-Germânico e Rainha Consorte da Hungria, Croácia e Boêmia e das outras possessões austríacas. Foi mãe da Imperatriz Maria Teresa da Áustria.

## Biografia
Nascida a 28 de agosto de 1691 em Brunsvique, Isabel Cristina era filha dos duques protestantes de Brunsvique-Volfembutel. Devido a alegada fertilidade de sua família, Isabel Cristina foi prometida em casamento, aos treze anos, ao arquiduque Carlos da Áustria. Sendo protestante foi exigido a conversão de Isabel Cristina ao catolicismo, o que, apesar da oposição inicial da noiva, tomou lugar. Sua sogra, a imperatriz Leonor, foi sua tutora durante seu processo de conversão. Antes de seu casamento, a noiva teve que se submeter a uma inspeção medica, levada a cabo pelo confessor jesuíta de Carlos, a fim de comprovar sua fertilidade.

### Espanha

Brasão de Isabel Cristina na Espanha

Quando do seu noivado, o marido de Isabel Cristina residia em Barcelona enquanto lutava na Guerra da Sucessão Espanhola contra o candidato francês, Filipe de de Anjou, ao trono espanhol. Isabel Cristina chegou à Espanha em julho de 1708 e casou-se com Carlos em 1 de agosto de 1708 na Igreja de Santa Maria do Mar; como o candidato francês ao trono já possuía filhos, Isabel Cristina e Carlos imediatamente empenharam-se em produzirem herdeiros. Durante sua estadia na Espanha, Isabel Cristina produziu uma extensa correspondência com sua mãe, que, alegadamente, foi seu suporte enquanto convivia com a pressão de produzir um filho.
A 1711, Carlos deixou a Espanha e dirigiu-se à Viena para suceder como imperador. Ele designou a esposa como regente na Espanha, apontando-a como Governadora Geral da Catalunha em sua ausência. Isabel Cristina permaneceu na Espanha até 1713, quando as potências europeias finalmente reconheceram Filipe de Anjou como rei.

### Áustria
Na Áustria, Isabel Cristina reinou como "Imperatriz Consorte do Sacro Império Romano-Germânico e Rainha Consorte da Germânia, Boêmia e Hungria" até 1740, quando da morte do marido. O casal teve três filhos, o único varão morreu na infância. A filha de Isabel Cristina, Maria Teresa da Áustria sucederia como monarca do Sacro Império. Isabel Cristina foi a consorte real de maior reinado da monarquia Habsburgo e, durante grande parte de seu reinado como consorte, conviveu com pressão de produzir um herdeiro varão.